# Vorarlbergisches Wörterbuch
Das Vorarlbergische Wörterbuch ist ein großlandschaftliches Wörterbuch, das von der Österreichischen Akademie der Wissenschaften als Vorarlbergisches Wörterbuch mit Einschluss des Fürstentums Liechtenstein unter Leitung des Grazer  Universitätsprofessors Leo Jutz 1955 bis 1965 herausgegeben wurde. Band 2 wurde aus dem Nachlass des 1962 verstorbenen Leo Jutz herausgegeben, er wurde redigiert von Eugen Gabriel und Eberhard Kranzmayer.
Vorarlberg ist das einzige österreichische Bundesland, in dem kein bairischer Dialekt gesprochen wird. Die vorarlbergischen Dialekte sind als mittelalemannische, osthochalemannische und höchstalemannische (walserdeutsche) Dialekte nahe verwandt mit dem Liechtensteinischen und dem Schweizerdeutschen. Siehe Hauptartikel Vorarlbergerisch.
In Trägerschaft des Landes Vorarlberg wurde unter der Leitung von Eugen Gabriel ein Vorarlberger Sprachatlas mit Einschluss des Fürstentums Liechtenstein, Westtirols und des Allgäus (VALTS) erarbeitet, der zwischen 1985 und 2006 erschien.